# Hans Hansen Palmus
Hans Hansen Palmus (* 21. September 1901 in Sonderburg auf der Insel Alsen, Provinz Schleswig-Holstein, Königreich Preußen; † 24. Mai 1989 in Hamburg) war ein deutscher Lehrer und niederdeutscher Heimatdichter.

## Leben

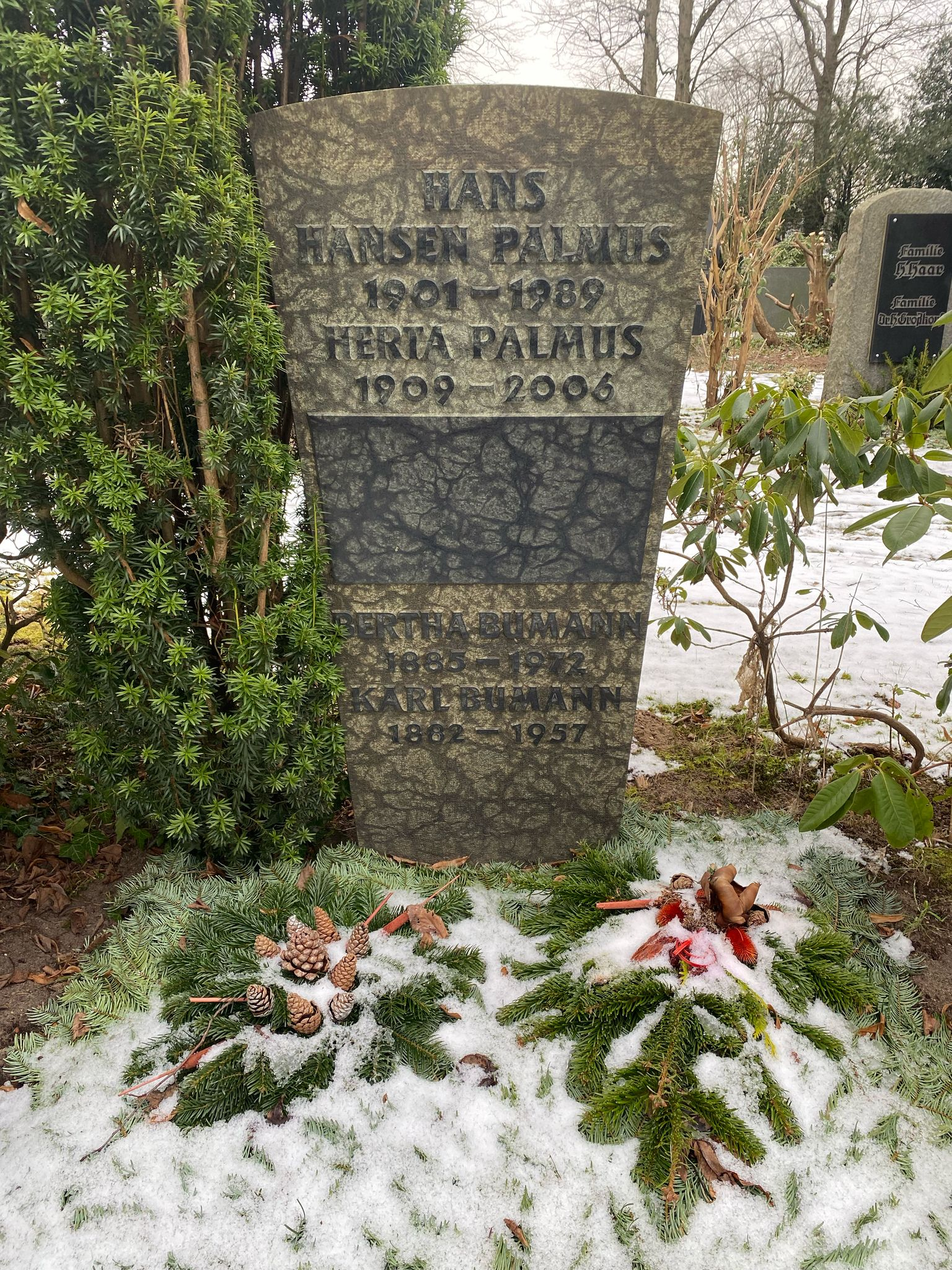
Grabstätte auf dem Friedhof Bergstedt

Hansen war der Sohn eines Zollkapitäns. Er wuchs in Kiel auf und wurde dort 1908 eingeschult, besuchte die Volksschule und anschließend in Cuxhaven die Mittelschule. Ab 1917 besuchte er die Präparandenanstalt und das Lehrerseminar in Hadersleben und Rendsburg.
Nach der Lehrerausbildung war er Hilfsarbeiter auf einem Fischkutter, Hafenarbeiter und Lohnbuchhalter bei der Kreiskasse, bevor er in Vadersdorf auf Fehmarn fast vierzig Jahre Lehrer an der einklassigen Volksschule war, unterbrochen lediglich durch ein Lehrverbot in der Nachkriegszeit wegen seiner Mitgliedschaft in der NSDAP. Er war der Partei zum 1. Mai 1937 beigetreten (Mitgliedsnummer 5.099.304).
Nach seiner Pensionierung im Jahr 1963 wohnte Hans Hansen Palmus in Hamburg-Bergstedt. Er ruht auf dem Friedhof Bergstedt.

## Werke
- Kinnerrimels, Plattdeutsche Gedichte für die Grundschule, Verlag Schmidt, Flensburg 1952
- Blenkern Stünns, Plattdeutsche Gedichte, Verlag Dose, Burg auf Fehmarn 1959
- Spass mutt sien: Een Handvull Höög, Verlag Dose, Burg auf Fehmarn 1967
- Besinnen, Gedichten, Verlag der Fehrs-Gilde, Hamburg-Wellingsbüttel 1972, ISBN 3-87849-003-8
- Deepenhusen: Een Dörp, Selbstverlag, Hamburg 1975
- Spass mutt sien: Een Handvull Höög (Neuauflage), Verlag Christiansen, Itzehoe 1977
- Tiet blifft nich stahn, Gedichten, Verlag Christiansen, Itzehoe 1981, ISBN 3-922620-16-7
- Is Wat, Nawer?, Plattdeutsche Geschichten; Zusammenstellung der ständigen Beiträge von 1978 bis 1981 in der Zeitung Heimatbote, Hansa Verlag, Hamburg 1981
- Hallo, Nawer, hör mal to..!: 31 Geschichten ton Högen un Vörlesen, Glogau Verlag, Hamburg 1982
- Alldag hett bunte Flünken: Gedanken, Verlag Thiedemann, Hamburg 1986, ISBN 3-926102-00-4
- Plattdeutsch dörch de Johrstieden, Hrsg. Heike Thode-Scheel, Autoren: Hermann Bärthel, Magreta Brandt, Bolko Bullerdiek, Hermann Claudius, Johann Hinrich Fehrs, Brigitte Fokuhl, Hans Hansen Palmus, Christa Heise-Batt, Hilda Kühl und Matthias Stührwoldt, Quickborn-Verlag, Hamburg 2012 ISBN 978-3-87651-371-3

## Hörspiele
- Mien Dörp - mien Heimst, Hörfolge, Musik: Otto Tenne NORAG 1935
- Vörwiehnachtshöög, Hörfolge, Musik: Otto Tenne, NORAG 1935
- Dat Johr - uns Lewen - een Krink, Hörfolge, Musik: Otto Tenne, NORAG 1935
- Hanspeter fallt vun haben, Niederdeutsches Traumspiel, Musik: Otto Tenne, NORAG 1937
- Weeßt noch ...?, Hörfolge, Musik: Otto Tenne, NORAG 1937
- Hettjedereen sien egen Straat, Hörfolge, Radio Bremen 1966
- Dat hest dorvun ..., Hörspiel, NDR 1974